# Championnats de France d'escrime
Les championnats de France d'escrime sont organisés tous les ans par la Fédération française d'escrime. On y attribue les titres de champions de France lors d'épreuves individuelles et par équipes.
Les championnats de France se déroulent en plusieurs temps. Chaque arme dispute sur deux jours ses championnats. Le premier jour est consacré aux épreuves individuelles et le deuxième aux épreuves par équipes.

## Championnats de France individuels
Les championnats de France rassemblent chaque année en juin les meilleurs tireurs de chaque arme. 
Participent aux Championnats de France de nationale 1.
- les 48 premiers du classement national (32 au fleuret dames et sabre dames)
- quelques tireurs à discrétion de la Direction technique nationale (notamment dans le cadre d'un retour de blessure d'un tireur membre de l'équipe de France).

La compétition se déroule sur une seule journée sous la forme d'un tableau par élimination directe.
Participent aux championnats de France de nationale 2:
- les 48 suivants du classement national.

La compétition se déroule sur une seule journée sous la forme d'un tableau par élimination directe.
Participent aux championnats de France de nationale 3:
- les 80 suivants au classement national (sans quota au fleuret dame et sabre)
- le premier ou les deux premiers non qualifiés de chaque ligue.

La compétition se déroule sur une seule journée sous la forme d'un tour de poule, puis d'un tableau à élimination directe.

## Championnats de France par équipes
Depuis le début de la saison 2006-2007, la FFE a mis en place une nouvelle organisation pour les championnats de France par équipes.
Chaque club peut présenter autant d'équipes qu'il peut en qualifier avec au maximum 1 équipe en D1 et 1 équipe en D2.
Ils sont organisés en 3 divisions (Division 1, Division 2 et Division 3) ; les différents clubs étant répartis par niveaux.
- La division 1 regroupe 12 à 16 clubs différents dans chaque arme.
- La division 2 regroupe 12 à 16 clubs différents dans chaque arme.
- La division 3 regroupe 24 à 32 clubs qualifiés à l'issue des épreuves de zones.

## Palmarès individuel
| Année | Fleuret masculin                                       | Fleuret féminin                                        | Épée masculine                                         | Épée féminine                                          | Sabre masculin                                         | Sabre féminin                                          |
| 1948  |                                                        |                                                        | Alain Bessèche                                         |                                                        |                                                        |                                                        |
| 1957  |                                                        |                                                        |                                                        |                                                        | Jacques Roulot                                         |                                                        |
| 1958  | René Coicaud                                           |                                                        |                                                        |                                                        |                                                        |                                                        |
| 1959  |                                                        |                                                        |                                                        |                                                        |                                                        |                                                        |
| 1960  | Jean-Claude Magnan                                     | Régine Veronnet                                        | Claude Brodin                                          |                                                        | Claude Arabo                                           |                                                        |
| 1961  | René Coicaud                                           | Kate Delbarre-d'Oriola                                 | Gérard Lefranc                                         |                                                        | Claude Arabo                                           |                                                        |
| 1962  | Jean-Claude Magnan                                     | Annick Level                                           | Jack Guittet                                           |                                                        | Claude Arabo                                           |                                                        |
| 1963  | Daniel Revenu                                          | Brigitte Dumont                                        | Jack Guittet                                           |                                                        | Jacques Roulot                                         |                                                        |
| 1964  | Jacky Courtillat                                       | Annick Level                                           | Yves Dreyfus                                           |                                                        | Claude Arabo                                           |                                                        |
| 1965  | Jean-Claude Magnan                                     | Colette Revenu                                         | Alain Boulot                                           |                                                        | Claude Arabo                                           |                                                        |
| 1966  | Gilles Berolatti                                       | Catherine Rousselet-Ceretti                            | Jean-Pierre Allemand                                   |                                                        | Jacques Lefèvre                                        |                                                        |
| 1967  | Pierre Rodocanachi                                     | Claudette Herbster                                     | Claude Bourquard                                       |                                                        | Marcel Parent                                          |                                                        |
| 1968  | Jean-Claude Magnan                                     | Brigitte Dumont                                        | Jacques Brodin                                         |                                                        | Marcel Parent                                          |                                                        |
| 1969  | Christian Noël                                         | Brigitte Dumont                                        | Jacques Brodin                                         |                                                        | Bernard Vallée                                         |                                                        |
| 1970  | Christian Noël                                         | Catherine Rousselet-Ceretti                            | Frédéric Réant                                         |                                                        | Serge Panizza                                          |                                                        |
| 1971  | Jean-Claude Magnan                                     | Marie-Chantal Demaille                                 | Jacques Brodin                                         |                                                        | Régis Bonnissent                                       |                                                        |
| 1972  | Jean-Claude Magnan                                     | Catherine Rousselet-Ceretti                            | Jacques Brodin                                         |                                                        | Bernard Vallée                                         |                                                        |
| 1973  | Bernard Talvard                                        | Catherine Rousselet-Ceretti                            | Patrick Picot                                          |                                                        | Régis Bonnissent                                       |                                                        |
| 1974  | Daniel Revenu                                          | Brigitte Dumont                                        | Jacques Brodin                                         |                                                        | Philippe Vitrac                                        |                                                        |
| 1975  | Bernard Talvard                                        | Claudie Josland                                        | Philippe Riboud                                        |                                                        | Patrick Quivrin                                        |                                                        |
| 1976  | Christian Noël                                         | Brigitte Dumont                                        | Philippe Boisse                                        |                                                        | Patrick Quivrin                                        |                                                        |
| 1977  | Bruno Boscherie                                        | Christine Muzio                                        | Philippe Riboud                                        |                                                        | Jean-François Lamour                                   |                                                        |
| 1978  | Frédéric Pietruszka                                    | Brigitte Latrille                                      | Philippe Boisse                                        |                                                        | Jean-François Lamour                                   |                                                        |
| 1979  | Bruno Boscherie                                        | Pascale Trinquet                                       | Philippe Riboud                                        |                                                        | Jean-Maurice Dierckens                                 |                                                        |
| 1980  | Didier Flament                                         | Pascale Trinquet                                       | Philippe Riboud                                        |                                                        | Jean-François Lamour                                   |                                                        |
| 1981  | Frédéric Pietruszka                                    | Isabelle Begard                                        | Patrick Picot                                          |                                                        | Jean-François Lamour                                   |                                                        |
| 1982  | Philippe Omnès                                         | Véronique Brouquier                                    | Philippe Riboud                                        |                                                        | Jean-François Lamour                                   |                                                        |
| 1983  | Frédéric Pietruszka                                    | Isabelle Begard                                        | Philippe Boisse                                        |                                                        | Jean-François Lamour                                   |                                                        |
| 1984  | Philippe Omnès                                         | Laurence Modaine                                       | Philippe Boisse                                        |                                                        | Jean-François Lamour                                   |                                                        |
| 1985  | Philippe Omnès                                         | Laurence Modaine                                       | Éric Srecki                                            |                                                        | Jean-François Lamour                                   |                                                        |
| 1986  | Philippe Conscience                                    | Laurence Modaine                                       | Olivier Lenglet                                        |                                                        | Jean-François Lamour                                   |                                                        |
| 1987  | Philippe Omnès                                         | Véronique Brouquier                                    | Philippe Boisse                                        | Virginie Thenault                                      | Jean-François Lamour                                   |                                                        |
| 1988  | Frédéric Laurie                                        | Laurence Modaine                                       | Stéphane Riboud                                        | Brigitte Benon                                         | Jean-François Lamour                                   |                                                        |
| 1989  | Patrice Lhotellier                                     | Laurence Modaine                                       | Olivier Lenglet                                        | Carole Delemer                                         | Jean-François Lamour                                   |                                                        |
| 1990  | Patrice Lhotellier                                     | Isabelle Spennato                                      | Éric Srecki                                            | Sophie Moresse-Pichot                                  | Franck Ducheix                                         |                                                        |
| 1991  | Philippe Omnès                                         | Gisèle Meygret                                         | Philippe Boisse                                        | Marlène Hauterville                                    | Jean-François Lamour                                   |                                                        |
| 1992  | Philippe Omnès                                         | Marie-Hortense Wurtz                                   | Éric Srecki                                            | Brigitte Benon                                         | Jean-François Lamour                                   |                                                        |
| 1993  | Philippe Omnès                                         | Julie-Anne Gross                                       | Jean-Marc Muratorio                                    | Valérie Barlois                                        | Pierre Guichot                                         |                                                        |
| 1994  | Lionel Plumenail                                       | Clothilde Magnan                                       | Éric Srecki                                            | Valérie Barlois                                        | Jean-Philippe Daurelle                                 |                                                        |
| 1995  | Olivier Lambert                                        | Clothilde Magnan                                       | Jean-Marc Muratorio                                    | Brigitte Benon                                         | Cédric Seguin                                          |                                                        |
| 1996  | Christophe Bel                                         | Adeline Wuillème                                       | Jean-François Di Martino                               | Sangita Tripathi                                       | Jean-Philippe Daurelle                                 |                                                        |
| 1997  | Boris Butet                                            | Clothilde Magnan                                       | Cédric Pillac                                          | Valérie Barlois                                        | Cédric Seguin                                          |                                                        |
| 1998  | Jean-Noël Ferrari                                      | Clothilde Magnan                                       | Stéphane Le Roy                                        | Laura Flessel                                          | Jean-Philippe Daurelle                                 |                                                        |
| 1999  | Lionel Plumenail                                       | Adeline Wuillème                                       | Jean-François Di Martino                               | Sangita Tripathi                                       | Jean-Philippe Daurelle                                 | Cécile Argiolas                                        |
| 2000  | Jean-Noël Ferrari                                      | Clothilde Magnan                                       | Rémy Delhomme                                          | Laura Flessel                                          | Gaël Touya                                             | Anne-Lise Touya                                        |
| 2001  | Loïc Attely                                            | Adeline Wuillème                                       | Rémy Delhomme                                          | Maureen Nisima                                         | Fabrice Gazin                                          | Anne-Lise Touya                                        |
| 2002  | Jérôme Weibel                                          | Adeline Wuillème                                       | Gauthier Grumier                                       | Laura Flessel                                          | Julien Pillet                                          | Maha El Guindou                                        |
| 2003  | Erwan Le Péchoux                                       | Wassila Redouane                                       | Aurélien Drapier                                       | Laura Flessel                                          | Vincent Anstett                                        | Cécile Argiolas                                        |
| 2004  | Jérôme Jault                                           | Corinne Maitrejean                                     | Erik Boisse                                            | Hajnalka Kiraly                                        | Fabrice Gazin                                          | Pascale Vignaux                                        |
| 2005  | Marcel Marcilloux                                      | Clothilde Magnan                                       | Jérôme Jeannet                                         | Hajnalka Kiraly                                        | Nicolas Lopez                                          | Léonore Perrus                                         |
| 2006  | Erwan Le Péchoux                                       | Adeline Wuillème                                       | Laurent Lucenay                                        | Marysa Baradji-Duchêne                                 | Nicolas Lopez                                          | Carole Vergne                                          |
| 2007  | Grégory Koenig                                         | Adeline Wuillème                                       | Rémy Delhomme                                          | Laura Flessel                                          | Vincent Anstett                                        | Cécile Argiolas                                        |
| 2008  | Erwan Le Péchoux                                       | Corinne Maitrejean                                     | Gauthier Grumier                                       | Laura Flessel                                          | Nicolas Lopez                                          | Cécilia Berder                                         |
| 2009  | Brice Guyart                                           | Astrid Guyart                                          | Ulrich Robeiri                                         | Hajnalka Kiraly                                        | Vincent Anstett                                        | Carole Vergne                                          |
| 2010  | Erwann Le Péchoux                                      | Astrid Guyart                                          | Alexandre Blaszyck                                     | Isabelle Pegliasco                                     | Boladé Apithy                                          | Carole Vergne                                          |
| 2011  | Erwann Le Péchoux                                      | Ysaora Thibus                                          | Gauthier Grumier                                       | Jeanne Colignon                                        | Boladé Apithy                                          | Carole Vergne                                          |
| 2012  | Enzo Lefort                                            | Corinne Maitrejean                                     | Jean-Michel Lucenay                                    | Lauren Rembi                                           | Nicolas Lopez                                          | Léonore Perrus                                         |
| 2013  | Erwann Le Péchoux                                      | Ysaora Thibus                                          | Gauthier Grumier                                       | Lauren Rembi                                           | Boladé Apithy                                          | Cécilia Berder                                         |
| 2014  | Julien Mertine                                         | Ysaora Thibus                                          | Virgile Marchal                                        | Sarah Daninthe                                         | Vincent Anstett                                        | Cécilia Berder                                         |
| 2015  | Enzo Lefort                                            | Ysaora Thibus                                          | Jean-Michel Lucenay                                    | Amélie Awong                                           | Vincent Anstett                                        | Cécilia Berder                                         |
| 2016  | Erwann Le Péchoux                                      | Ysaora Thibus                                          | Gauthier Grumier                                       | Coraline Vitalis                                       | Nicolas Rousset                                        | Charlotte Lembach                                      |
| 2017  | Enzo Lefort                                            | Ysaora Thibus                                          | Alexandre Blaszyck                                     | Mélissa Goram                                          | Vincent Anstett                                        | Sara Balzer                                            |
| 2018  | Enzo Lefort                                            | Ysaora Thibus                                          | Yannick Borel                                          | Marie-Florence Candassamy                              | Boladé Apithy                                          | Manon Brunet                                           |
| 2019  | Erwann Le Péchoux                                      | Ysaora Thibus                                          | Alex Fava                                              | Auriane Mallo                                          | Vincent Anstett                                        | Manon Brunet                                           |
| 2020  | Épreuves annulées en raison de la pandémie de Covid-19 | Épreuves annulées en raison de la pandémie de Covid-19 | Épreuves annulées en raison de la pandémie de Covid-19 | Épreuves annulées en raison de la pandémie de Covid-19 | Épreuves annulées en raison de la pandémie de Covid-19 | Épreuves annulées en raison de la pandémie de Covid-19 |
| 2021  | Épreuves annulées en raison de la pandémie de Covid-19 | Épreuves annulées en raison de la pandémie de Covid-19 | Épreuves annulées en raison de la pandémie de Covid-19 | Épreuves annulées en raison de la pandémie de Covid-19 | Épreuves annulées en raison de la pandémie de Covid-19 | Épreuves annulées en raison de la pandémie de Covid-19 |
| 2022  | Pierre Loisel                                          | Ysaora Thibus                                          | Arthur Philippe                                        | Auriane Mallo                                          | Maxime Pianfetti                                       | Caroline Quéroli                                       |
| 2023  | Rafael Savin                                           | Pauline Ranvier                                        | Paul Allègre                                           | Auriane Mallo-Breton                                   | Maxime Pianfetti                                       | Cécilia Berder                                         |
| 2024  | Maximilien Chastanet                                   | Éva Lacheray                                           | Aymerick Gally                                         | Diane Von Kerssenbrock                                 | Eliott Bibi                                            | Malina Vongsavady                                      |
| 2025  |                                                        |                                                        |                                                        |                                                        |                                                        |                                                        |